# Song Taizong
Pour les articles homonymes, voir Taizong.
Zhao Guangyi (chinois simplifié : 赵光义 ; chinois traditionnel : 趙光義 ; pinyin : zhào guāngyì) (20 novembre 939–8 mai 997), né Zhao Kuangyi (chinois : 趙匡乂), également connu par son nom de temple Taizong (chinois : 太宗), est le 2e empereur de la dynastie Song qui a régné à partir de 976 jusqu'à sa mort. Il succède à son frère aîné, Song Taizu, fondateur de la dynastie.
Il est considéré comme étant un empereur travailleur et diligent. Il porte une grande attention au bien-être de son peuple et rend son empire plus prospère. Il met en place des politiques précédemment adoptées par l'empereur Shizong des Zhou postérieurs, dont l'augmentation de la production agricole, l'élargissement du système des examens impériaux, la compilation d'encyclopédies, l'expansion du service public et une limitation plus importante du pouvoir des jiedushi. Il réunifie la Chine historique en conquérant les Han du Nord, le dernier royaume de la période des Cinq Dynasties et des Dix Royaumes.
Les légendes populaires racontent qu'il a tué l'empereur Taizu pour s'emparer du trône, forçant également le fils de Taizu Zhao Dezhao à se suicider.

## Accession au trône
Taizong monte sur le trône en 976 après la mort de son frère Song Taizu, âgé de 49 ans et qui n'a pas de maladie connue. Il est assez peu commun dans l'histoire de la Chine qu'un frère plutôt qu'un fils succède au précédent souverain. Ceci alimente donc les croyances populaires selon lesquelles Taizong aurait utilisé des moyens peu louables.
Selon l'histoire officielle, l'impératrice douairière Du avant sa mort en 961 demande à l'empereur Taizu alors âgé de 34 ans, de promettre que son frère lui succèdera pour assurer la continuité de la dynastie Song. Elle lui demande : « Sais-tu pourquoi tu as accédé au pouvoir ? C'est parce que les Zhou postérieurs avaient un empereur de 7 ans ! » Cette promesse appelée « Promesse du plateau d'or » (金匱誓書) est archivée et scellée par le secrétaire Zhao Pu et rouverte lors de la succession de Taizu.
Le fils aîné de Taizu, Zhao Dezhao, âgé de 25 ans, est alors suffisamment expérimenté pour accomplir les devoirs d'empereur. Soupçonneux envers Zhao Pu, qui a été banni pour corruption par Taizu en 973, il revient dans la capitale en 976 et des proclamé Chancelier en 977.
Wen Ying, un moine bouddhiste qui vit à l'époque du petit-fils de Taizong, Song Renzong, écrit un étrange rapport sur la dernière nuit de l'empereur Taizu. Selon cet écrit, il dîne et boit avec Taizong, alors prince de Kaifeng, à la lumière de quelques bougies. Les eunuques et serveuses impériales restent à une certaine distance et voient l'ombre de Taizong sur les vitres bouger beaucoup. Peu de temps après, Taizong annonce la mort de son frère qui passe la nuit dans son palais. Cette légende reste très populaire de nos jours.
Les historiens modernes ne sont pas parvenu à trouver une quelconque preuve concrète d'un meurtre. Toutefois, ils s'accordent généralement pour considérer la « Promesse du plateau d'or » comme frauduleuse, fabriqué par Taizong et Zhao Pu.
Durant la première campagne de Taizong contre les Liao, Zhao Dezhao, le fils aîné de Taizu, dirige une armée lorsque des rumeurs se répandent selon lesquelles l'empereur Taizong a disparu et que Zhao Dezhao devrait être le nouvel empereur. Entendant cela, Taizong décide de ne pas récompenser les troupes à leur retour. Lorsque Zhao Dezhao l'interroge, Taizong aboie : « tu le fait quand tu deviendra le nouvel empereur! » Zhao dezhao se rend alors immédiatement dans son palais pour se suicider.
Le second fils de Taizu, Zhao Defang, meurt en 981 d'une maladie inconnue, à tout juste 22 ans. Durant la même année, le jeune frère de Taizu et Taizong, Zhao Tingmei, est aussi dépouillé de son titre de Roi de Qi et envoyé à Luoyang, la capitale occidentale. Il y meurt trois ans plus tard. En outre, lorsque la veuve de Taizu meurt, son corps n'est pas enterré avec son mari, contrairement à la reconnaissance de la tradition.

## Campagnes militaires

### Conquête des Han du Nord
L'empereur Taizong dirige personnellement la campagne menée contre les Han du Nord en 979. Il ordonne l'inondation des villes ennemies en relâchant la rivière Fen. Le souverain des Han du Nord, Liu Jiyuan est forcé à abdiquer, mettant ainsi fin à la période des Cinq Dynasties et des Dix Royaumes.

### Première campagne contre la dynastie Liao
Après avoir conquis les Han du Nord en 979, Taizong profite de ce dynamisme pour lancer une autre campagne militaire contre la dynastie Liao. En mai 979, il embarque pour sa campagne à Taiyuan et capture facilement les préfectures de Zhuo et Yi. Il assiège Yanjing (actuelle Pékin) après ces premiers succès. Toutefois, le siège échoue puisque le général Yelü Xuegu défend fermement la forteresse.
En même temps, les renforts Liao menés par Yelü Xiuge arrivent de la région de la rivière Gaoling, à l'ouest de Yanjing. Taizong ordonne à son arme d'attaquer ces renforts. Dans un premier temps, il reçoit un rapport selon lequel a souffert de lourdes pertes. Il ordonne un assaut final puisqu'il pense que la bataille est sous son contrôle. À ce moment, esl deux armées Liao attaquent des deux côtés. Yelü Xiuge concentre son attaque sur le campement principal de Taizong. Celui-ci est choqué et doit évacuer le champ de bataille. Durant la retraite, l'armée Song est divisée par la cavalerie Liao.
Au milieu de l'assaut, Taizong fuit vers la préfecture de Yi où il arrive en sécurité, escorté par ses généraux. Il est blessé par une flèche et est incapable de monter à cheval et donc de retourner dans la préfecture de Ding. Taizong ordonne alors la retraite totale. Son armée est alors sans commandant, puisque l'empereur est séparé de ses troupes. Dans ces conditions, les troupes suggèrent alors que le fils aîné de Taizu, Zhao Dezhao soit le nouvel empereur, ce qui poussera Taizong à demander à son neveu de se suicider.
La bataille de la rivière Gaoling est importante, puisqu'elle constitue le principal facteur dans la décision de la dynastie Song d'adopter une position défensive. L'armée Song y connaît sa première grande défaite. Par ailleurs, Taizong est troublé par la possibilité d'un coup d'état mené par son neveu. Après la bataille, l'empereur inspecte personnellement et se concentre sur le développement et le renforcement de ses forces militaires. Il porte alors une plus faible attention aux affaires de l'état. Il limite également le pouvoir et le contrôle de la famille impériale et des officiers militaires sur l'armée.

### Seconde campagne contre la dynastie Liao
Après la mort de l'empereur Liao Jingzong en 982, l'empereur Liao Shengzong, âgé de 12 ans, accède au trône. Ce dernier est trop jeune pour diriger le royaume et l'impératrice douairière Xiao devient régente. Taizong décide alors de lancer une seconde campagne contre les Liao en 986, sous les conseils de ses sujets.
Taizong reste à Kaifeng et dirige la guerre sans être personnellement sur le champ de bataille. Il divise l'armée en trois sections : Est, Centre et Ouest. L'armée de l'Est est dirigée par Cao Bin, celle du Centre par Tian Zhongjin et celle de l'Ouest par Pan Mei et Yang Ye. Les trois armées doivent attaquer Yanjing sur trois fronts et la capturer. La campagne se termine la troisième année du règne Yongxi de l'empereur Taizong.
Les trois armées sont dans un premier temps victorieuses mais deviennent par la suite plus divisées puisqu'elles agissent individuellement sans coopération. Cao Bin prend le risque d'attaquer sans le soutien des deux autres armées. Il parvient à prendre la préfecture de Zhuo, mais le manque d'approvisionnement en nourriture le contraint à se retirer. Une mauvaise communication règne également entre les trois armées, l'armée de l'Est attaquant de nouveau la préfecture de Zhuo. Toutefois, à ce moment, l'impératrice douairière Xiao et Yelü Xiuge dirigent chacun une armée pour soutenir Zhuo. L'armée de l'Est se voit infliger une lourde défaite qui la détruit presque entièrement.
Taizong est conscient que l'échec de l'armée de l'Est peut affecter toute la campagne, il ordonne donc une retraite. L'armée de l'Est doit rentrer, celle du Centre garde la préfecture de Ding et celle de l'Ouest les préfectures proches de la frontière. Après la défaite de l'armée de l'Est, l'armée Liao menée par Yelü Xiezhen l'attaque durant sa retraite. L'armée de l'Ouest de Pan Mei rencontre alors l'armée Liao dans la préfecture de Dai. La confrontation tourne une nouvelle fois à l'avantage des Liao. Les deux commandants de l'armée de l'Ouest commencent alors à parler de retraite. Yang Ye propose une retraite puisque les deux autres armées sont aussi affectées par cette défaite. Toutefois, Pan Mei commence à douter de la loyauté de Yang et le soupçonne de servir les Han du Nord. Yang Ye décide alors de faire face aux troupes Liao, mais il est capturé et finit par se suicider. Pan Mei est supposé arriver avec des renforts pour aider Yang, mais n'y parvient pas.
Taizong ordonne une nouvelle retraite après ces nouvelles défaites. L'échec de cette seconde campagne est attribué à la mauvaise communication entre les trois armées et leur incapacité à collaborer. D'autre part, Taizong a également réduit les décisions prises par ses généraux, puisque l'empereur a planifié toute la campagne et les généraux doivent suivre à la lettre ses ordres. Ces échecs sont à l'origine de rébellions internes qui sont rapidement écrasées.
En 988, les armées Liao dirigées par l'impératrice douairière Xiao attaquent la frontière Song. Taizong n'ordonne pas de contre-attaque et demande simplement à ses troupes de se défendre fermement.

## Fin du règne après 988
Taizong pense qu'il ne pourra pas surpasser son frère en termes de conquêtes et victoires militaires. Il décide donc de se concentrer sur le développement interne de la dynastie et d'établir son héritage. Il met en place une série de réformes économiques et littéraires qui sont meilleures que celles de son frère. Il initie également de nombreux projets de constructions.
Taizong meurt en 997 après 21 ans de règne, à l'âge de 57 ans. Son troisième fils lui succède Song Zhenzong.

## Famille
- Père

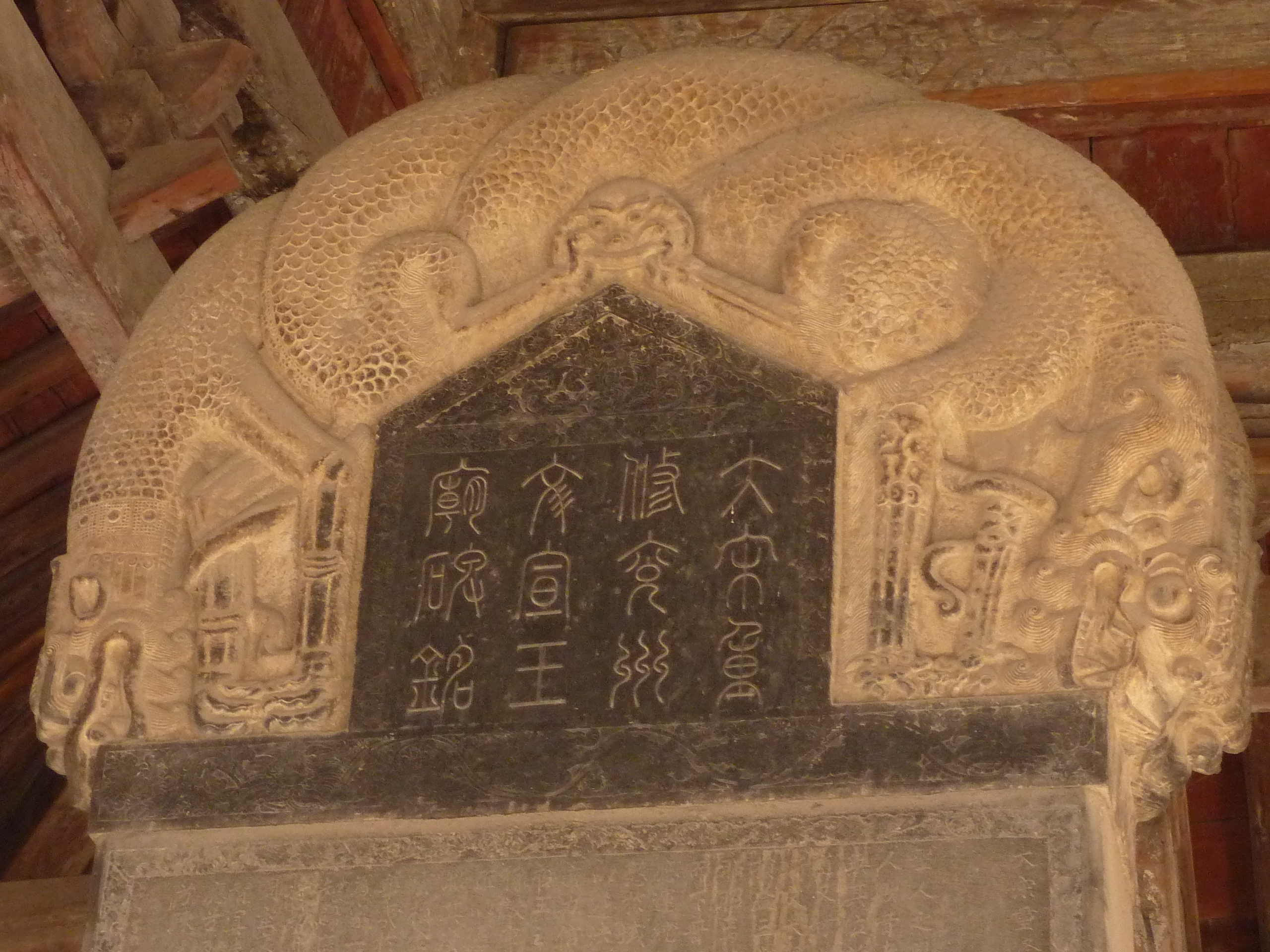
Monument en mémoire de la rénovation du Temple de Confucius à Qufu. An 8 de l'ère Taipingxingguo (983). Haut de la stèle.

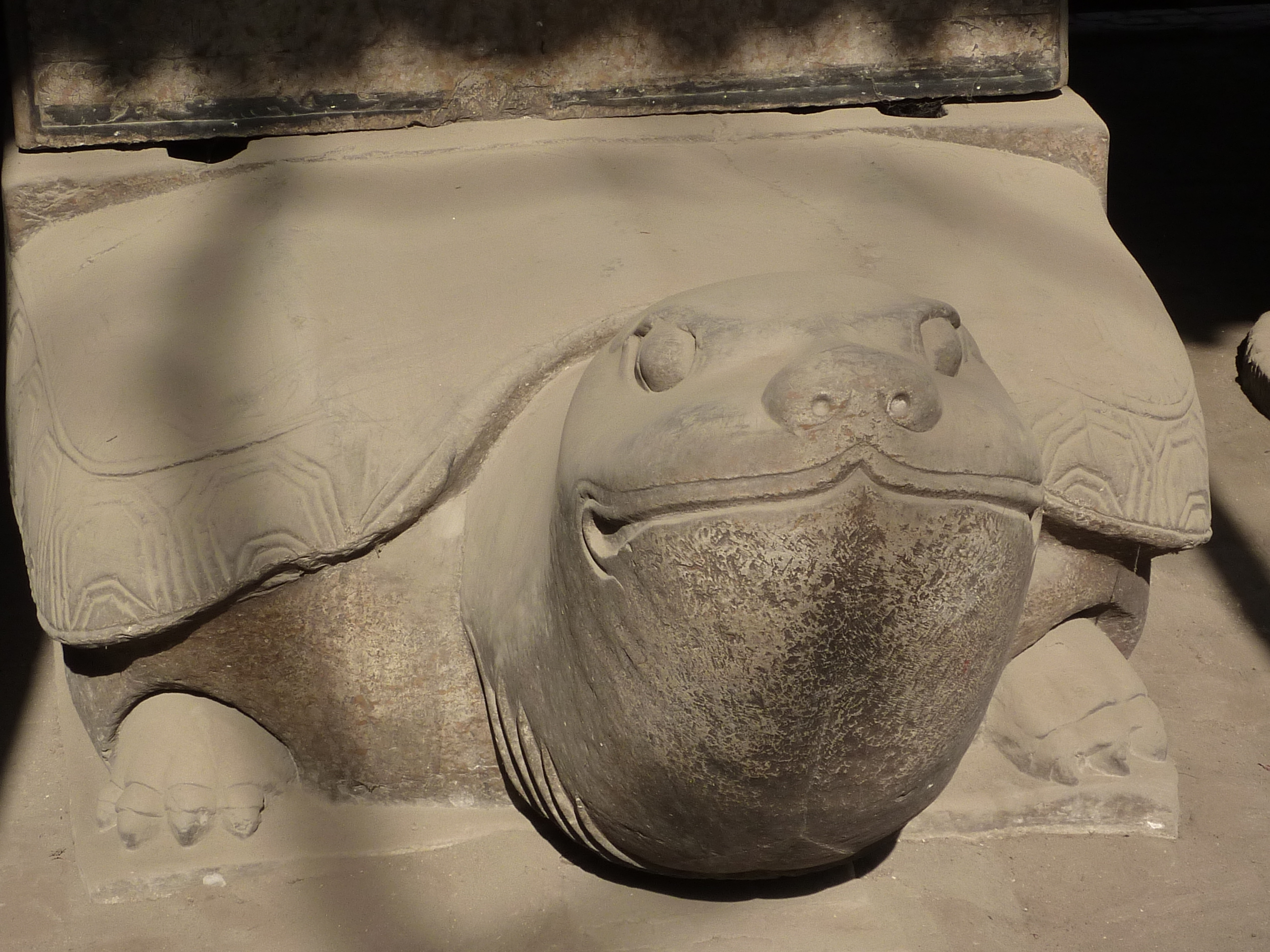
Monument en mémoire de la rénovation du Temple de Confucius à Qufu. An 8 de l'ère Taipingxingguo (983). Socle en forme de tortue.

  - Zhao Hongyin, titre posthume d'Empereur Xuanzu
- Mère
  - Impératrice douairière Du, femme de Zhao Hongyin, fille du grand précepteur Du Shuang et de dame Fan, titre posthume d'Impératrice douairière Zhaoxian
- Femme
  - Impératrice Yin, fille de Yin Tingxun (尹廷勛), gouverneur provincial de Chuzhou; titre posthume d'Impératrice Shude (淑德皇后)
  - Impératrice Fu (941–975), sixième fille de Fu Yanqing, prince de Wei; titre posthume d'Impératrice Yide (懿德皇后)
  - Impératrice Li (960 – 15 mars 1004), fille de Li Chuyun (李處耘); anciennement Impératrice Mingde (明德皇后)
  - Impératrice Li (943–977), fille de Li Ying (李英); mère des Princes Yuanzuo et Heng et de la Princesse Teng; titre posthume d'impératrice Yuande (元德皇后)
- Concubine
  - Consort Sun
  - Consort Zang
  - Consort Fang
  - Consort Zhu
  - Consort Gao
  - Consort Shao
  - Consort Li
  - Consort Wu
- Fils
  - Zhao Yuanzuo 趙元佐 (965–1027), Prince Xian de Hangong
  - Zhao Yuanxi 趙元僖 (966 – novembre 992), Prnce héritier Zhaocheng
  - Zhao Heng 趙恆 (23 décembre 968 – 23 mars 1022), Empereur Zhenzong
  - Zhao Yuanfen 趙元份 (969–1005), Prince Gongjing de Shang
  - Zhao Yuanjie 趙元傑, Prince Zhaowen de Hui
  - Zhao Yuanwo 趙元偓, Prince Gongyi de Zhen
  - Zhao Yuandai 趙元侢, Prince Chugong de Hui
  - Zhao Yuanyan 趙元儼, Prince Gongsu de Zhou
  - Zhao Yuanyi 趙元億, Prince de Chong
- Filles
  - Princesse Teng (滕國公主), décédée jeune
  - Princesse Xu (徐國大長公主), mariée au Général Wu Yuanyi (左衛將軍吳元扆)
  - Princesse Bin (邠國大長公主)
  - Princesse Yang (揚國大長公主), mariée au Général Chai Zongqing (左衛將軍柴宗慶)
  - Princesse Ju (雍國大長公主), mariée au Général Wang Yiyong (右衛將軍王貽永)
  - Princesse Wei (衛國大長公主)
  - Princesse Qiao (荊國大長公主), mariée à Li Zunxu (李遵勗)

## Ancêtres
|  |                                     |  |  |  |  |  |  |  |  |  |  |  |  |  |  |  |
|  | 16. Zhao Tiao (趙朓)                |  |  |  |  |  |  |  |  |  |  |  |  |  |  |  |
|  |                                     |  |  |  |  |  |  |  |  |  |  |  |  |  |  |  |
|  |                                     |  |  |  |  |  |  |  |  |  |  |  |  |  |  |  |
|  | 8. Zhao Ting (趙珽)                 |  |  |  |  |  |  |  |  |  |  |  |  |  |  |  |
|  |                                     |  |  |  |  |  |  |  |  |  |  |  |  |  |  |  |
|  |                                     |  |  |  |  |  |  |  |  |  |  |  |  |  |  |  |
|  | 17. Dame Cui (崔氏)                 |  |  |  |  |  |  |  |  |  |  |  |  |  |  |  |
|  |                                     |  |  |  |  |  |  |  |  |  |  |  |  |  |  |  |
|  |                                     |  |  |  |  |  |  |  |  |  |  |  |  |  |  |  |
|  | 4. Zhao Jing (趙敬)                 |  |  |  |  |  |  |  |  |  |  |  |  |  |  |  |
|  |                                     |  |  |  |  |  |  |  |  |  |  |  |  |  |  |  |
|  |                                     |  |  |  |  |  |  |  |  |  |  |  |  |  |  |  |
|  | 9. Dame Sang (桑氏)                 |  |  |  |  |  |  |  |  |  |  |  |  |  |  |  |
|  |                                     |  |  |  |  |  |  |  |  |  |  |  |  |  |  |  |
|  |                                     |  |  |  |  |  |  |  |  |  |  |  |  |  |  |  |
|  | 2. Zhao Hongyin (趙弘殷)            |  |  |  |  |  |  |  |  |  |  |  |  |  |  |  |
|  |                                     |  |  |  |  |  |  |  |  |  |  |  |  |  |  |  |
|  |                                     |  |  |  |  |  |  |  |  |  |  |  |  |  |  |  |
|  | 10. Liu Zheng (劉正)                |  |  |  |  |  |  |  |  |  |  |  |  |  |  |  |
|  |                                     |  |  |  |  |  |  |  |  |  |  |  |  |  |  |  |
|  |                                     |  |  |  |  |  |  |  |  |  |  |  |  |  |  |  |
|  | 5. Dame Liu (劉氏)                  |  |  |  |  |  |  |  |  |  |  |  |  |  |  |  |
|  |                                     |  |  |  |  |  |  |  |  |  |  |  |  |  |  |  |
|  |                                     |  |  |  |  |  |  |  |  |  |  |  |  |  |  |  |
|  | 1. Emperor Song Taizong             |  |  |  |  |  |  |  |  |  |  |  |  |  |  |  |
|  |                                     |  |  |  |  |  |  |  |  |  |  |  |  |  |  |  |
|  |                                     |  |  |  |  |  |  |  |  |  |  |  |  |  |  |  |
|  | 6. Du Shuang (杜爽)                 |  |  |  |  |  |  |  |  |  |  |  |  |  |  |  |
|  |                                     |  |  |  |  |  |  |  |  |  |  |  |  |  |  |  |
|  |                                     |  |  |  |  |  |  |  |  |  |  |  |  |  |  |  |
|  | 3. Impératrice douairière Du (杜氏) |  |  |  |  |  |  |  |  |  |  |  |  |  |  |  |
|  |                                     |  |  |  |  |  |  |  |  |  |  |  |  |  |  |  |
|  |                                     |  |  |  |  |  |  |  |  |  |  |  |  |  |  |  |
|  | 7. Dame Fan (范氏)                  |  |  |  |  |  |  |  |  |  |  |  |  |  |  |  |
|  |                                     |  |  |  |  |  |  |  |  |  |  |  |  |  |  |  |
|  |                                     |  |  |  |  |  |  |  |  |  |  |  |  |  |  |  |